# Kochelfilz bei Unterammergau

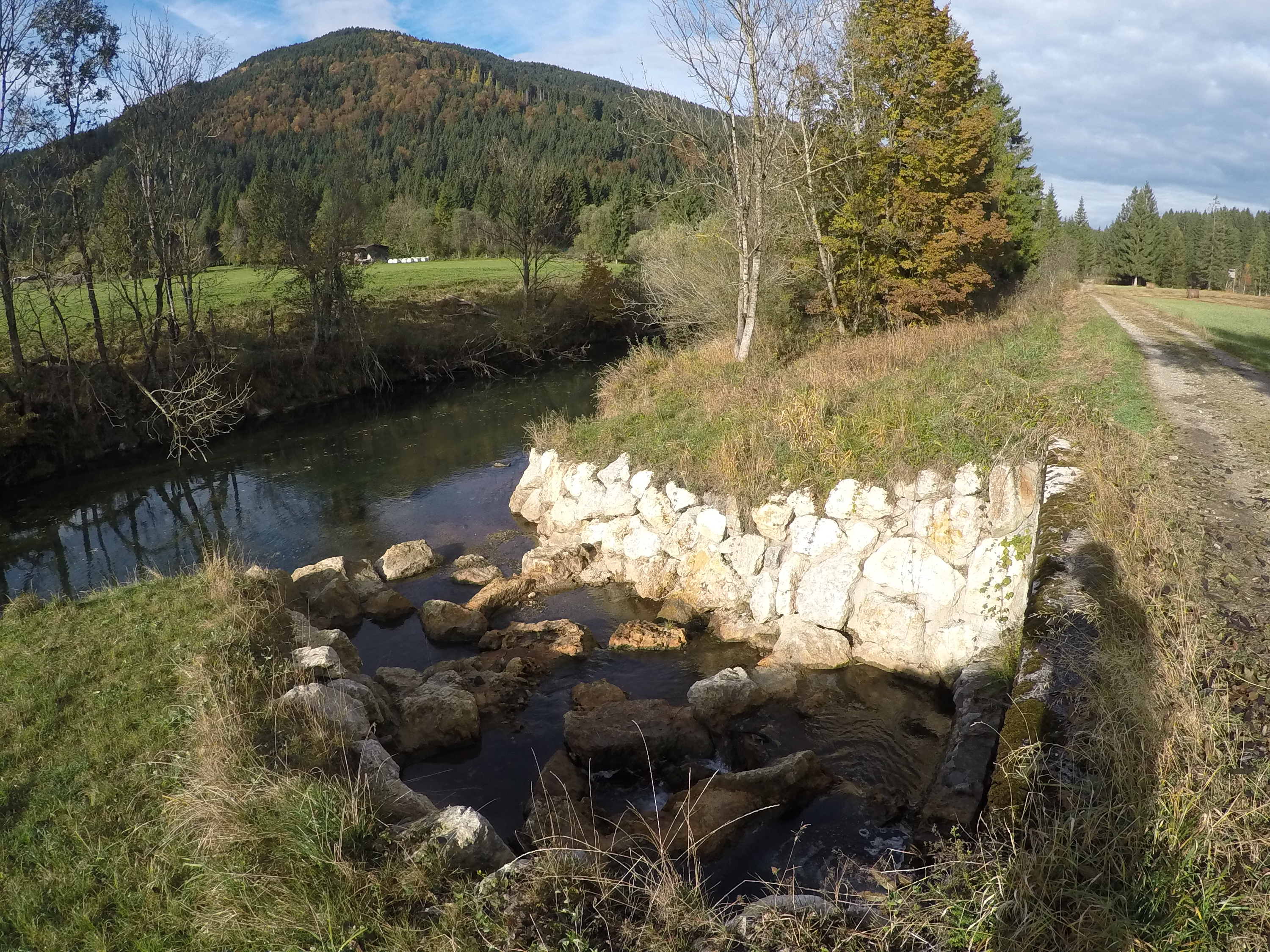
Naturschutzgebiet Kochelfilz bei Unterammergau (Oktober 2016)

Das Naturschutzgebiet Kochelfilz bei Unterammergau liegt im Landkreis Garmisch-Partenkirchen in Oberbayern. Es ist Teil des FFH-Gebietes „Moore im oberen Ammertal“ (8332-371).
Das 89,8 ha große Gebiet mit der Nr. NSG-00312.01, das im Jahr 1987 unter Naturschutz gestellt wurde, erstreckt sich zwischen dem Kernort Altenau im Norden und dem Kernort Unterammergau im Süden direkt an der am westlichen Rand fließenden Ammer. Östlich des Gebietes verläuft die B 23.